# Hølonda
Hølonda is een voormalige gemeente in Noorwegen. De gemeente lag in de toenmalige fylke Sør-Trøndelag. De gemeente ontstond in 1864 als afsplitsing van Melhus. Honderd jaar later werd Hølonda weer toegevoegd aan Melhus. De oude gemeente bestaat nog als parochie van de Noorse kerk. De parochiekerk dateert uit 1848.